# Julián Cerati
Julián Cerati (* 26. Januar 1998 in La Plata) ist ein argentinischer Schauspieler.

## Leben
Cerati kam im Jahr 1998 zur Welt. 2017 gab er sein Schauspieldebüt. Seine erste Rolle ist die Nebenfigur des Felipe Aragón in der argentinischen Fernsehserie 11.
2020 bekam er die Nebenrolle des Rocco in der kolumbianischen Telenovela NOOBees, die auf Nickelodeon ausgestrahlt wurde.

## Filmographie
- 2017–2019: 11
- 2019: Ando Cantando
- 2020: NOOBees
- 2020: Chichipatos
- 2020: Ein unscheinbares Weihnachten
- 2021: Misfit
- 2022: Herzschlag
- 2022: FreeKs
- 2023: La Primera vez
- 2023–2025: Perfil falso